# Philodryas nattereri
Philodryas nattereri är en ormart som beskrevs av Steindachner 1870. Philodryas nattereri ingår i släktet Philodryas och familjen snokar. Inga underarter finns listade i Catalogue of Life.
Denna orm förekommer i östra Brasilien och norra Paraguay. Den lever i savannlandskapen Cerradon och Caatinga. Individerna vistas på marken. Arten undviker skogar men den besöker trädgårdar och odlingsmark. Philodryas nattereri äter ödlor och små däggdjur. Honor lägger ägg.
För beståndet är inga hot kända. Hela populationen anses vara stabil. IUCN listar arten som livskraftig (LC).